# IC 1700
IC 1700 (= IC 107?) ist eine elliptische Galaxie vom Hubble-Typ E3 im Sternbild Fische auf der Ekliptik. Sie ist schätzungsweise 289 Millionen Lichtjahre von der Milchstraße entfernt und hat einen Durchmesser von etwa 85.000 Lichtjahren.
Im selben Himmelsareal befinden sich u. a. die Galaxien LEDA 5250 (= IC 107 im Sinn von SIMBAD), IC 1698, IC 1704 und IC 1706.
Das Objekt wurde am 18. Februar 1896 vom französischen Astronomen Stéphane Javelle entdeckt. Die am 18. September 1890 vom US-amerikanischen Astronomen Lewis A. Swift entdeckte Galaxie IC 107 ist nach Seligman identisch mit IC 1700, während SIMBAD hierunter eine nah gelegene Spiralgalaxie versteht.